# Polyscias baehniana
Polyscias baehniana är en araliaväxtart som först beskrevs av Georges Bernardi, och fick sitt nu gällande namn av Georges Bernardi. Polyscias baehniana ingår i släktet Polyscias och familjen Araliaceae. Inga underarter finns listade.